# Bahnhof Paris-Nord
Der Bahnhof Paris-Nord (französisch Paris Gare du Nord) liegt im 10. Arrondissement von Paris am Place Napoléon III. und ist mit täglich mehr als 620.000 Reisenden (Stand 2024) der meistfrequentierte Bahnhof in Europa sowie weltweit außerhalb Japans. Vom oberirdischen Kopfbahnhof für den Fern- und Hochgeschwindigkeitsverkehr verkehren Eurostar-Züge in vier weitere Staaten: Vereinigtes Königreich, Niederlande, Belgien und Deutschland.

## Geschichte

### Das 19. Jahrhundert

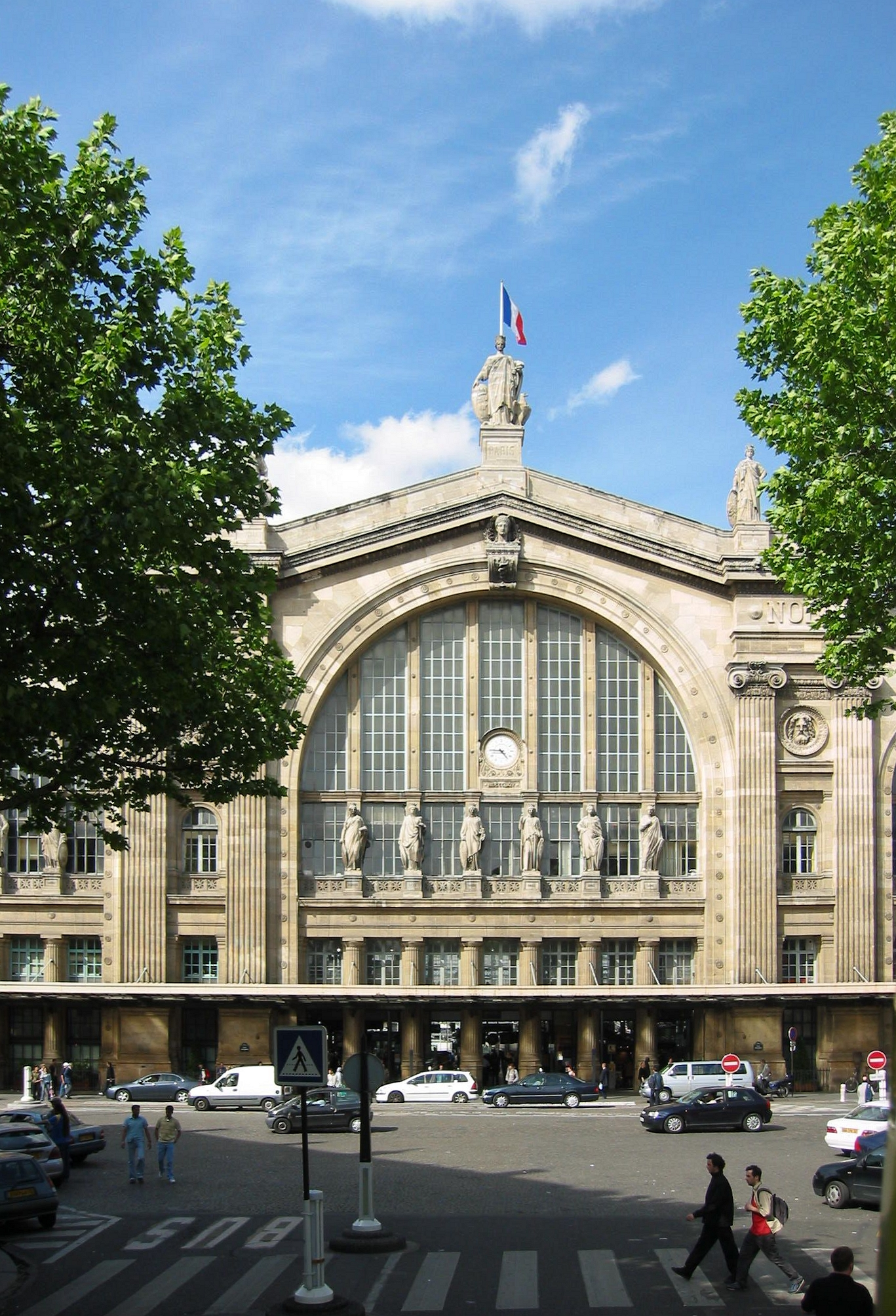
Verglaster Bogen in der Front des Empfangsgebäudes

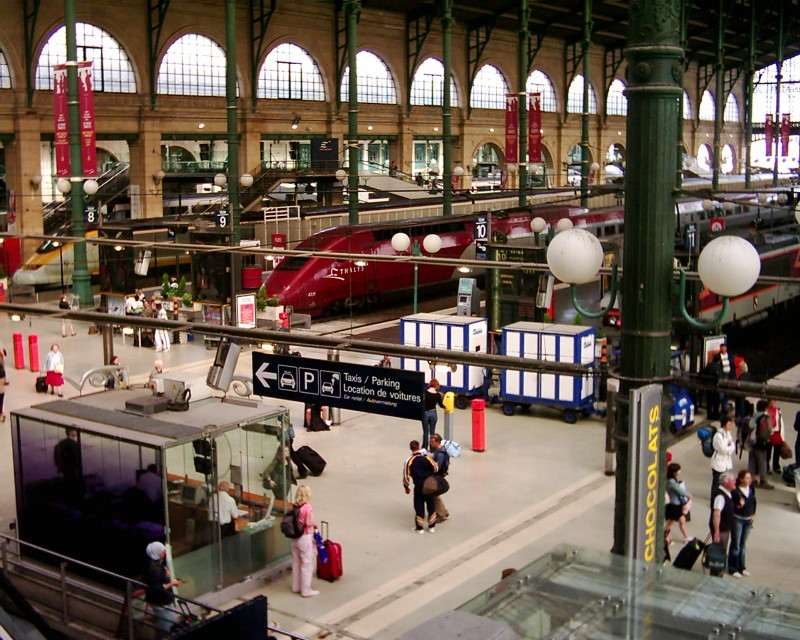
Innenansicht des Kopfbahnhofs

Der Nordbahnhof war der zentrale Bahnhof der Compagnie des chemins de fer du Nord, die von den Bankhäusern Rothschild Frères, Paris, und N M Rothschild & Sons, London, gegründet wurde. Der erste Bahnhof ging am 20. Juni 1846 in Betrieb. Er trug die Bezeichnung Embarcadère du Chemin de Fer du Nord. Das Bahnhofsgelände umfasste 12.000 Quadratmeter, in die Bahnhofshalle führten – nach dem in der Frühzeit des Eisenbahnwesens üblichen Abfertigungsverfahren – nur zwei Gleise: eines für ankommende, das andere für abfahrende Züge. Mit dem schnell wachsenden Verkehr konnte ein solcher Bahnhof das Verkehrsaufkommen nicht mehr bewältigen. Bereits 1854 musste beim Staatsbesuch von Königin Victoria deren Hofzug in letzter Minute zum nahen Bahnhof Paris-Est (Gare de l'Est) umgeleitet werden.
Das zuständige Ministerium erteilte die Erlaubnis, einen größeren Bahnhof zu errichten. Im Pflichtenheft wurde festgehalten, dass in der Außenfassade eine Uhr angebracht werden musste und dass der neue Bahnhof den gegenwärtigen und zukünftigen Anforderungen genügen solle. Der Präsident der Eisenbahngesellschaft, James Mayer Rothschild, beauftragte den aus Köln stammenden, in Paris lebenden Architekten Jakob Ignaz Hittorff (unter Mitarbeit von Heinrich Köhler) mit der Bauplanung. Im Mai 1861 war Baubeginn. Bereits während der Bauarbeiten wurde der Bahnhof am 19. April 1864 eröffnet, obwohl das Empfangsgebäude erst im Dezember 1865 fertiggestellt wurde. Im neuen Bahnhof gab es anfangs acht Gleise. Mittelpunkt der 180 Meter langen Prunkfassade war ein großer verglaster Bogen. Die Fassade wurde 1975 als Monument historique unter Denkmalschutz gestellt. Das Bauwerk weist die übliche U-Form eines Kopfbahnhofs auf, die Zentralhalle hat eine Firsthöhe von 30 Metern. Das Bahnhofsgelände nimmt eine Fläche von 3,6 Hektar und damit dreimal so viel wie die Vorgängeranlage ein. Die Fassade des ehemaligen Belgischen Bahnhofs wurde nach Lille transloziert und dort, ergänzt um ein zusätzliches Stockwerk und einen Uhrturm, als Fassade des Bahnhofs Lille-Flandres zweitverwendet.
Die Weltausstellungen des späten 19. Jahrhunderts waren Anlass, entsprechend dem inzwischen weiter gestiegenen Verkehrsaufkommen – allein zwischen 1875 und 1889 stieg die Zahl Reisender pro Jahr von sechs auf zehn Millionen – weitere Gleise und Bahnsteige anzulegen. Anlässlich der Weltausstellung von 1889 wurde die Zahl der Gleise von 13 auf 18 erhöht, zur Weltausstellung des Jahres 1900 kamen zehn weitere Gleise hinzu. Die Gleise wurden in vier Gruppen strukturiert: Gleise 1 bis 5 dienten als Abfahrtsgleise für die Fernstrecken, die Gleise 6 bis 13 dem Vorortverkehr (in Richtung Pontoise, Valmondois, Montsoult). Auf den Gleisen 14 bis 19 kamen die Züge von den Fernstrecken an. Die Gleise 20 bis 24 dienten den Strecken über Soissons, 25 bis 28 dem Nahverkehr und später auch den Zügen der Petite Ceinture.

### Erste Hälfte des 20. Jahrhunderts

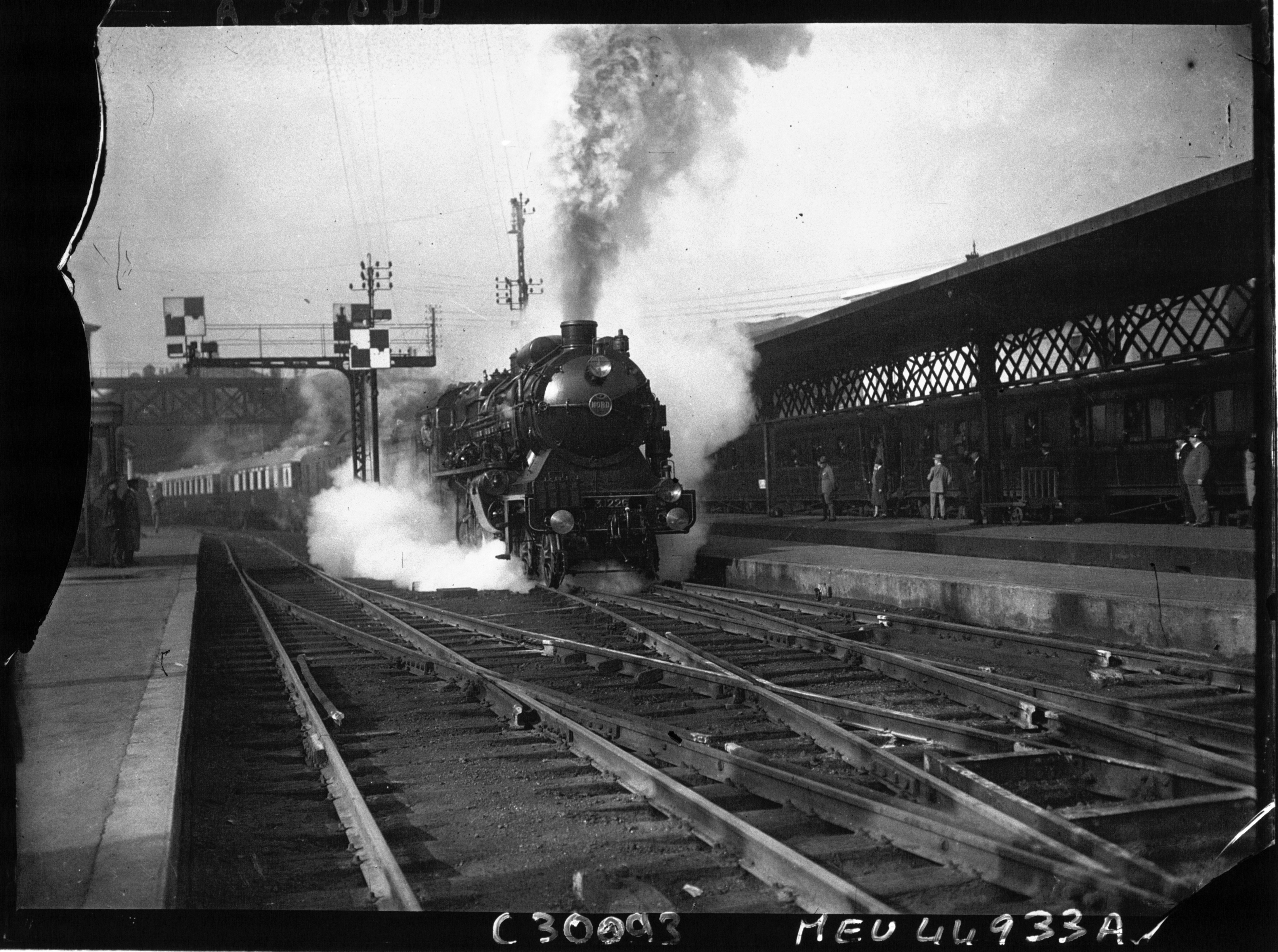
Der erste Flèche d’or bei der Abfahrt in Paris Gare du Nord (1927)

Die Bedeutung des Gare du Nord als Verkehrsknoten stieg weiter an, als 1906 die Linie 5 der Metro und 1908 deren Linie 4 den Bahnhof erreichte. Auch Luxuszüge verkehrten im Gare du Nord. Dazu zählten der Nord-Express, der Flèche d’or und Night Ferry – die beiden letzteren nach London.
Die 1930er Jahre brachten Verbesserungen im Gleisvorfeld: Durch den Bau mehrerer Überwerfungsbauwerke gelang es, die einzelnen Gleisgruppen besser voneinander zu trennen und Gleiskreuzungen zu vermeiden. Im Gebiet der Gemeinde Villetaneuse wurde das Dépôt des Joncherolles errichtet, in dem Vorortzüge abgestellt werden konnten.

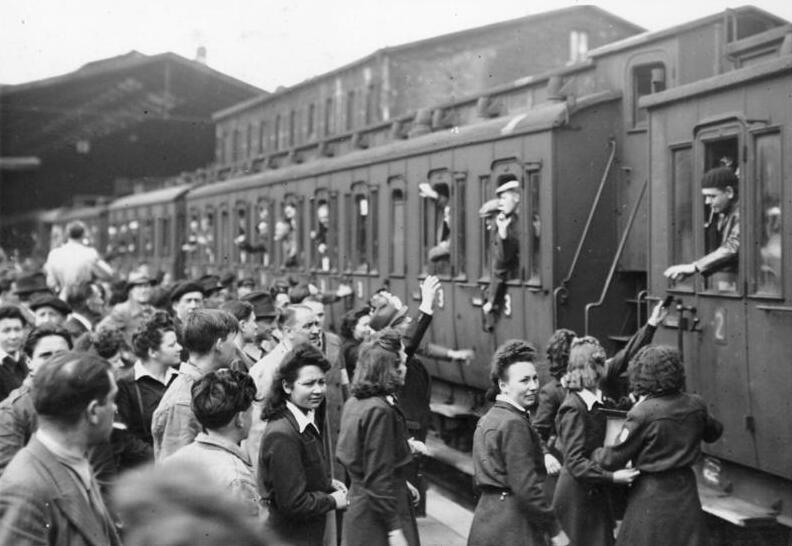
Paris-Nord: Abreise französischer STO-Zwangsarbeiter nach Deutschland (1943)

Mit Beginn des Zweiten Weltkriegs im September 1939 ging die Zahl der Reisenden in Paris-Nord drastisch zurück: Der Bahnverkehr ins Ausland kam zum Erliegen und auch auf den französischen Fern- und Regionallinien wurde das Zugangebot beträchtlich verringert.
Die Deutsche Wehrmacht nutzte für ihren Verkehr zwischen dem besetzten Frankreich, Norddeutschland und Belgien 1940 bis 1944 in großem Umfang den Bahnhof. Ab Juni 1942 bis Juli 1944 wurden im Zusammenhang mit der Einrichtung des Service du travail obligatoire (Pflichtarbeitsdienst, STO) 600.000 bis 650.000 junge Franzosen zwangsweise nach Deutschland verbracht, die meisten von ihnen über den Bahnhof Paris-Nord. Nach Kriegsende erfolgte die Rückkehr der befreiten französischen Kriegsgefangenen, Verschleppten und Zwangsarbeiter auch wieder zum großen Teil über den Bahnhof Paris-Nord.
Große Zerstörungen auf dem Gleisvorfeld richtete ein Luftangriff amerikanischer und britischer Bomber in der Nacht vom 21. auf den 22. April 1944 an, eine vorbereitende Maßnahme für die alliierte Landung in der Normandie. Dabei galt es, Nachschubwege der Wehrmacht zu zerstören. Das eigentliche Ziel der Luftangriffe jener Nacht waren das Eisenbahndepot und die -werkstätten von La Chapelle, in der Nähe der Porte de la Chapelle. Die Bomben fielen nördlich der Pont Marcadet, einer etwa 600 Meter nördlich des Bahnhofs gelegenen Brücke. Überwerfungsbauwerke und Stellwerke wurden zerstört. Der Bahnverkehr zwischen Paris-Nord, Saint-Denis und Aubervilliers–La Courneuve war zunächst vollständig unterbrochen. In den darauffolgenden Wochen gelang es, den Verkehr behelfsmäßig wieder in Gang zu bringen.

### Elektrifizierung
Die in den 1950er und 60er Jahren durchgeführte Elektrifizierung der Eisenbahnstrecken im Norden Frankreichs brachte ab 1957 auch wichtige Neuerungen für den Gare du Nord: Die den Fernzügen vorbehaltenen Bahnsteige 1 bis 5 und 15 bis 19 wurden einheitlich auf 400 Meter verlängert. 1958 wurde ein Relaisstellwerk errichtet, das mehrere mechanische Stellwerke ersetzte. Um während der Bauarbeiten den Bahnhof zu entlasten, wurden die Züge aus Beauvais 1957/58 zum Bahnhof Saint-Lazare umgeleitet.
Die von Lille ausgehende Elektrifizierung erreichte 1958 Paris: Die Oberleitungen wurden am 9. Dezember 1958 unter Spannung gesetzt (25 Kilovolt): Zwar wurde der Gleisbereich des Bahnhofs komplett elektrifiziert, der Vorortverkehr aber noch einige Jahre mit Dampflokomotiven betrieben.

### Der RER-Bahnhof
Für das Réseau express régional d’Île-de-France (RER) wurde die Ligne de Sceaux vom Bahnhof Luxembourg unterirdisch bis zum Bahnhof Paris-Nord verlängert, um sie dort mit der Strecke nach Mitry-Claye zu verknüpfen. Für diese neue Nord-Süd-Verbindung (die Linie B des RER) wurde von 1977 bis 1981 der Bahnhof an seinem östlichen Rand um einen viergleisigen unterirdischen Teil erweitert, der später auch die Züge der Linie D des RER aufnahm. Dadurch verschwanden die Gleise für den Regionalverkehr aus der Haupthalle, was Platz für den TGV Nord und den Ausbau der Zugverbindungen in die Grande couronne der Île-de-France schuf. In offener Bauweise wurde eine mehr als 300 Meter lange und 50 Meter breite Baugrube angelegt. Dabei durfte der Zugverkehr nicht wesentlich beeinträchtigt werden. Für den Bau wurden nur drei Gleise der Verbindung nach Mitry und eine nicht mehr benötigte Gepäckabfertigungshalle aufgegeben.

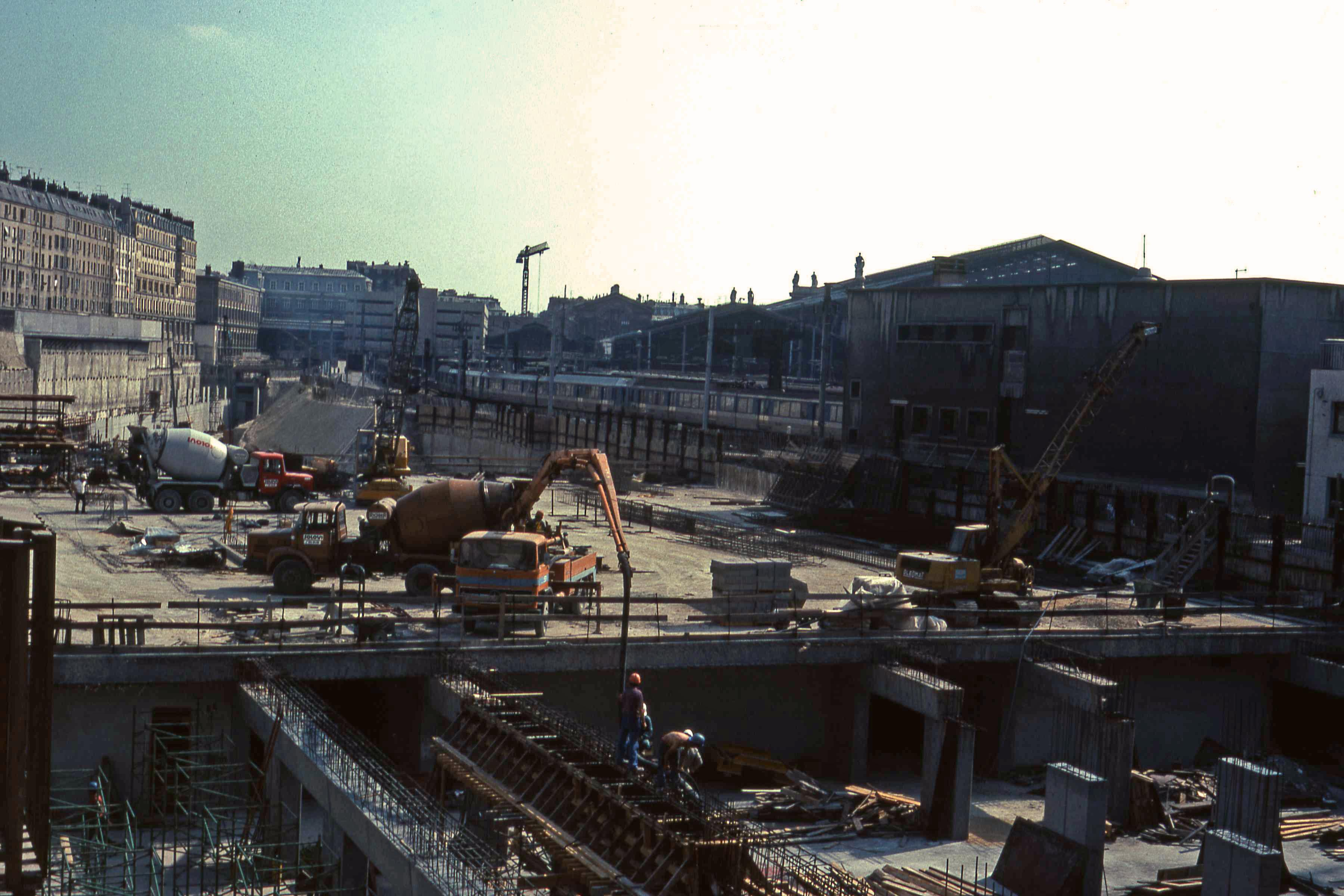
Bau des unterirdischen RER-Bahnhofs (August 1979)

Der unterirdische Bahnhof ist zweistöckig. Im unteren Stockwerk verlaufen vier Gleise für die beiden RER-Linien, dazwischen liegen ein Bahnsteig von 14 Meter und einer von 17 Meter Breite. Das darüber liegende Zwischengeschoss („Mezzanine“) ist eine große Wandelhalle, die den Reisenden den Übergang zwischen verschiedenen Bahnhofsbereichen sowie zu Metro und Bushaltestellen ermöglicht.

### Ausbau für den Hochgeschwindigkeitsverkehr
Für den Einsatz der TGV-Züge auf der 1993 eröffneten LGV Nord und für die Eurostar-Züge ab 1994 waren im Bahnhof Paris-Nord verschiedene Baumaßnahmen und Änderungen im Betriebsablauf unumgänglich, da nach Inbetriebnahme der Strecke und des Eurotunnels mit einer Steigerung der Reisendenzahlen von 21 auf 36 Millionen pro Jahr gerechnet wurde. Unter anderem wurde ein unterirdisches Parkhaus mit 1300 Stellplätzen für Personenkraftwagen geschaffen und Kontroll- und Abfertigungseinrichtungen für die Reisenden nach London. Weiter wurde die Verwendung der Bahnhofsgleise neu geordnet, wobei die 13 Bahnsteige der Haupthalle auf 405 Meter verlängert wurden. Die Nahverkehrszüge in Richtung Montsoult wurden aus der Haupthalle an den Rand des Gleisfelds verlegt. Das Gleisvorfeld wurde optimiert: Überwerfungsbauwerke sorgen für eine bessere Trennung der Hauptstrecken und der Gleise zum Bahnbetriebswerk Landy, das für die Wartung der TGV-Züge zuständig ist. Ein neues elektronisches Stellwerk mit 460 gespeicherten Verbindungen wurde errichtet. Es steuert Signale und Weichen zwischen dem Bahnhof und dem Beginn der LGV Nord, fünfzehn Kilometer weiter nördlich in der Nähe von Gonesse. Ein fünftes Gleis wurde bis zur Abzweigung der LGV Nord von der Grande Ceinture bei Stains verlegt, um die Verkehrsströme besser zu trennen.

## Heutige Situation

### Gleisbelegung
Der Gleisbereich ist heute in vier Segmente unterteilt, die betrieblich voneinander unabhängig sind:
- Eurostar-Züge
- Intercités und TGV
- Nahverkehrsnetz der TER-Linien
- RER-Netz und Transilien-Netz

Dafür gilt folgende Einteilung:
- Gleis 1: Abstellgleis für Züge, welche auf ihren Einsatz warten
- Gleis 2: Abstellgleis für auf Einsatz wartende Züge, Ausweichgleis bei Betriebsstörungen
- Gleise 3 bis 6: Terminal Eurostar nach London unter Benutzung des Eurotunnels. Diese Gleise sind vom Rest des Bahnhofs mit einem Zaun abgetrennt.
- Gleise 7 und 8: Eurostar-Züge nach Belgien, Deutschland und in die Niederlande[8]
- Gleise 9 bis 18: TGV Nord, Züge des Fernverkehrs und einige Regionalzüge Picardie
- Gleise 16 bis 21: Regionalzüge Picardie TER Picardie
- Gleise 30 bis 36: Regionalzüge in die Ile-de-France: Transilien
- Gleise 41 bis 44 (unterirdisch): Vorortszüge des RER-Netzes (RER B und RER D)

Die Gleise des in unmittelbarer Nähe zu Paris-Nord liegenden Bahnhofs Magenta tragen in Kontinuität zu denen des Gare du Nord die Nummern 51 bis 54.

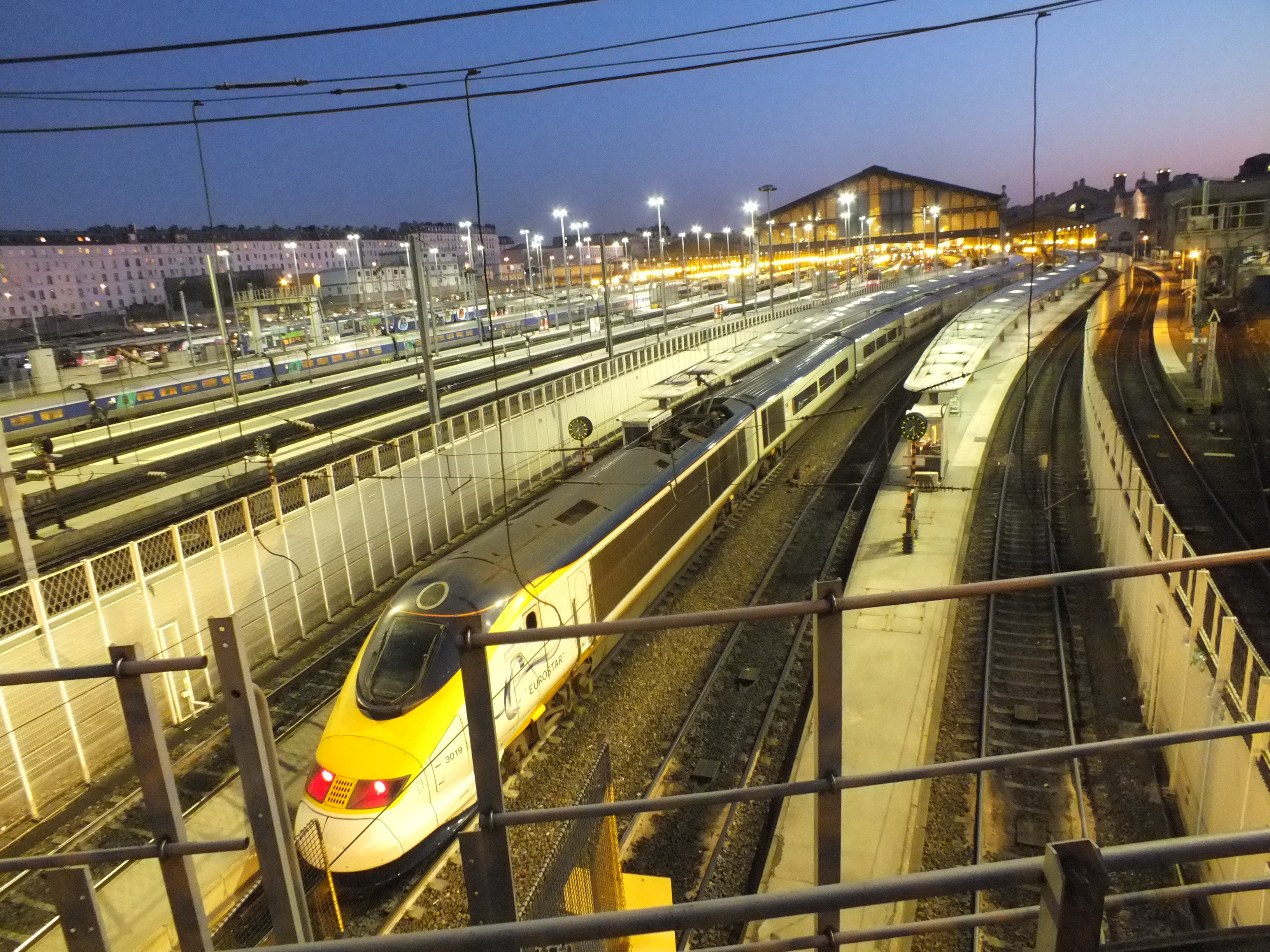
Blick auf die Haupthalle vorne: Gleise 3 bis 6 der Eurostar-Züge
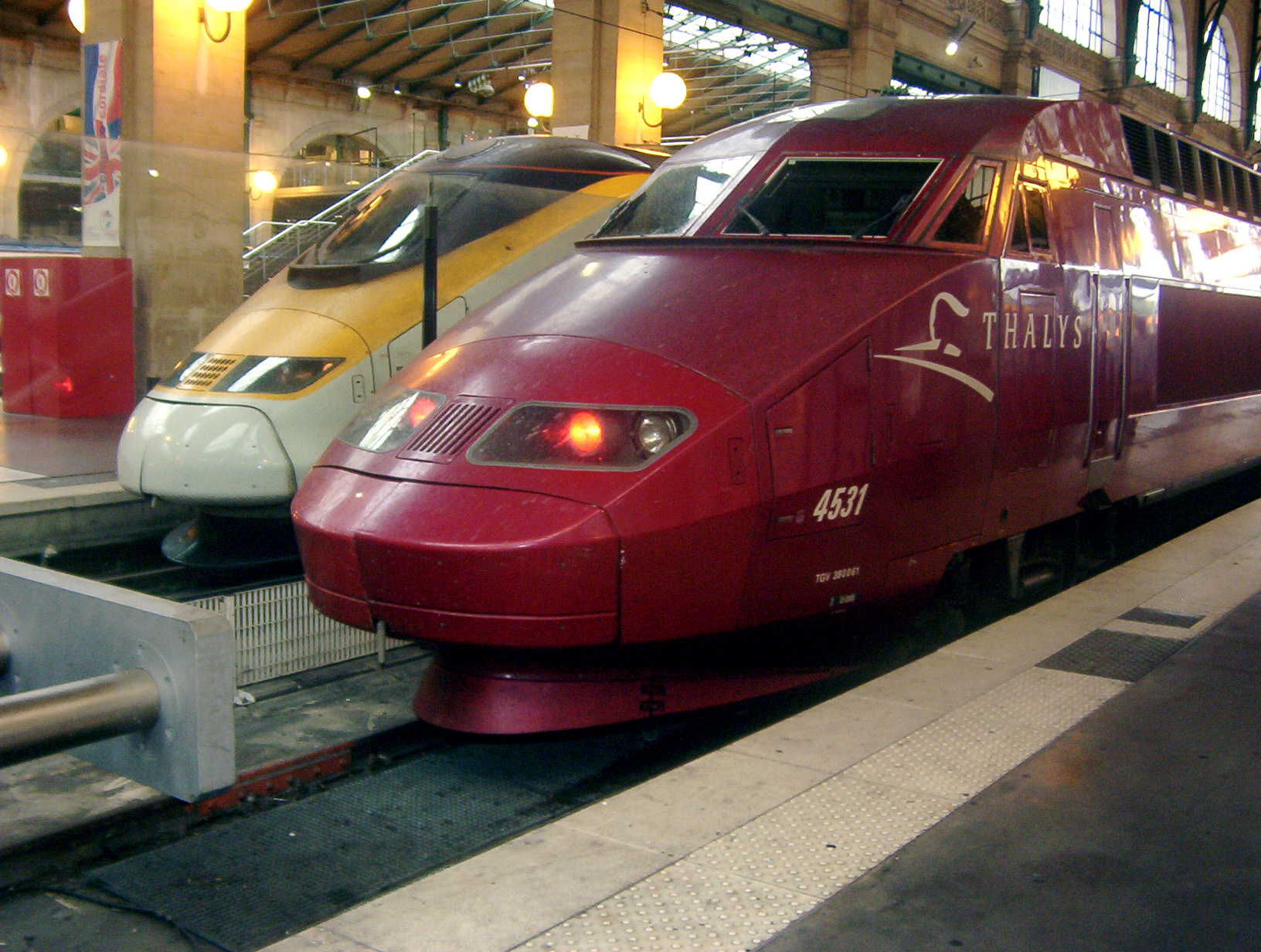
Eurostar auf Gleis 6 Thalys auf Gleis 7
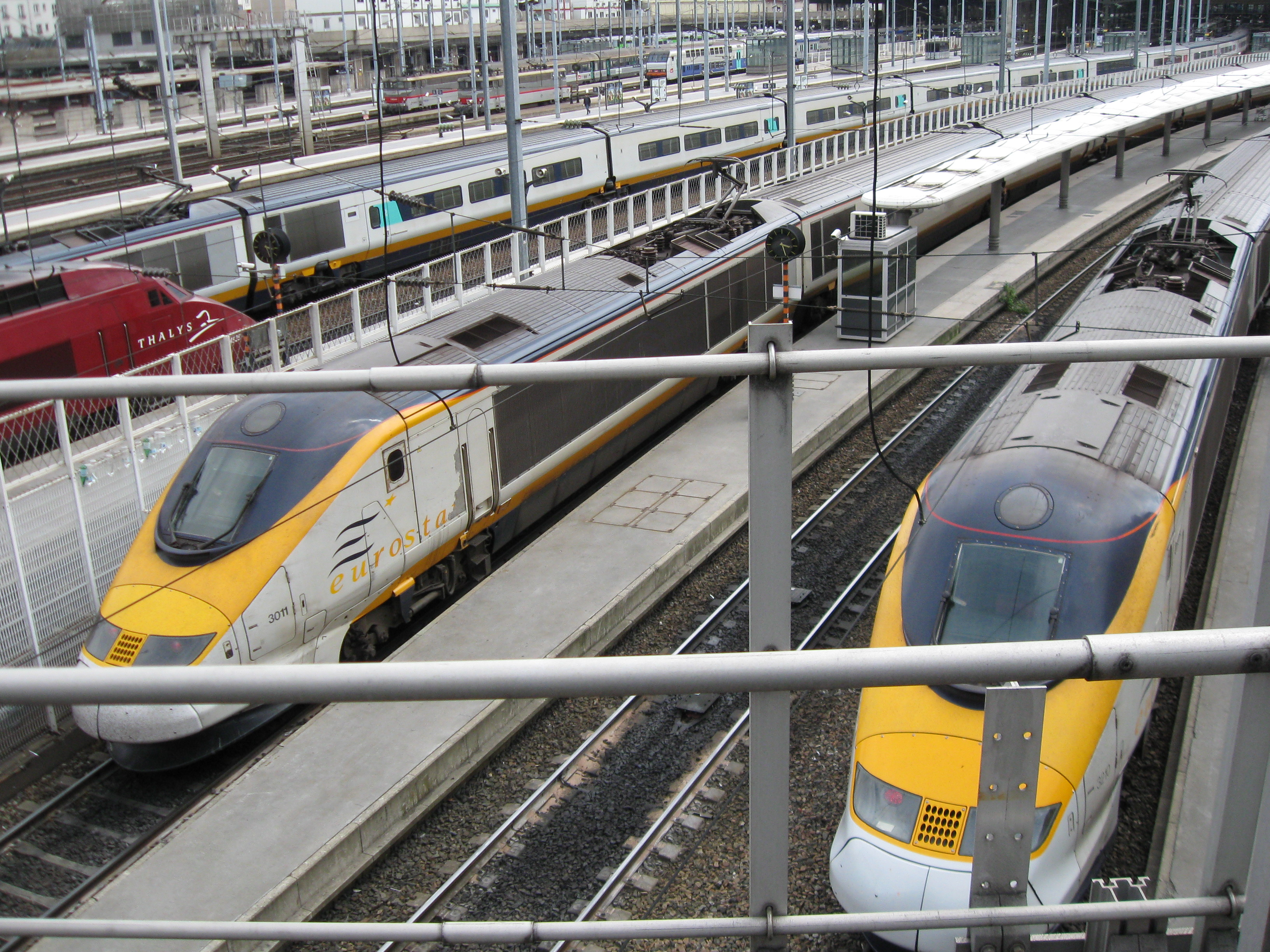
Eurostar-Züge
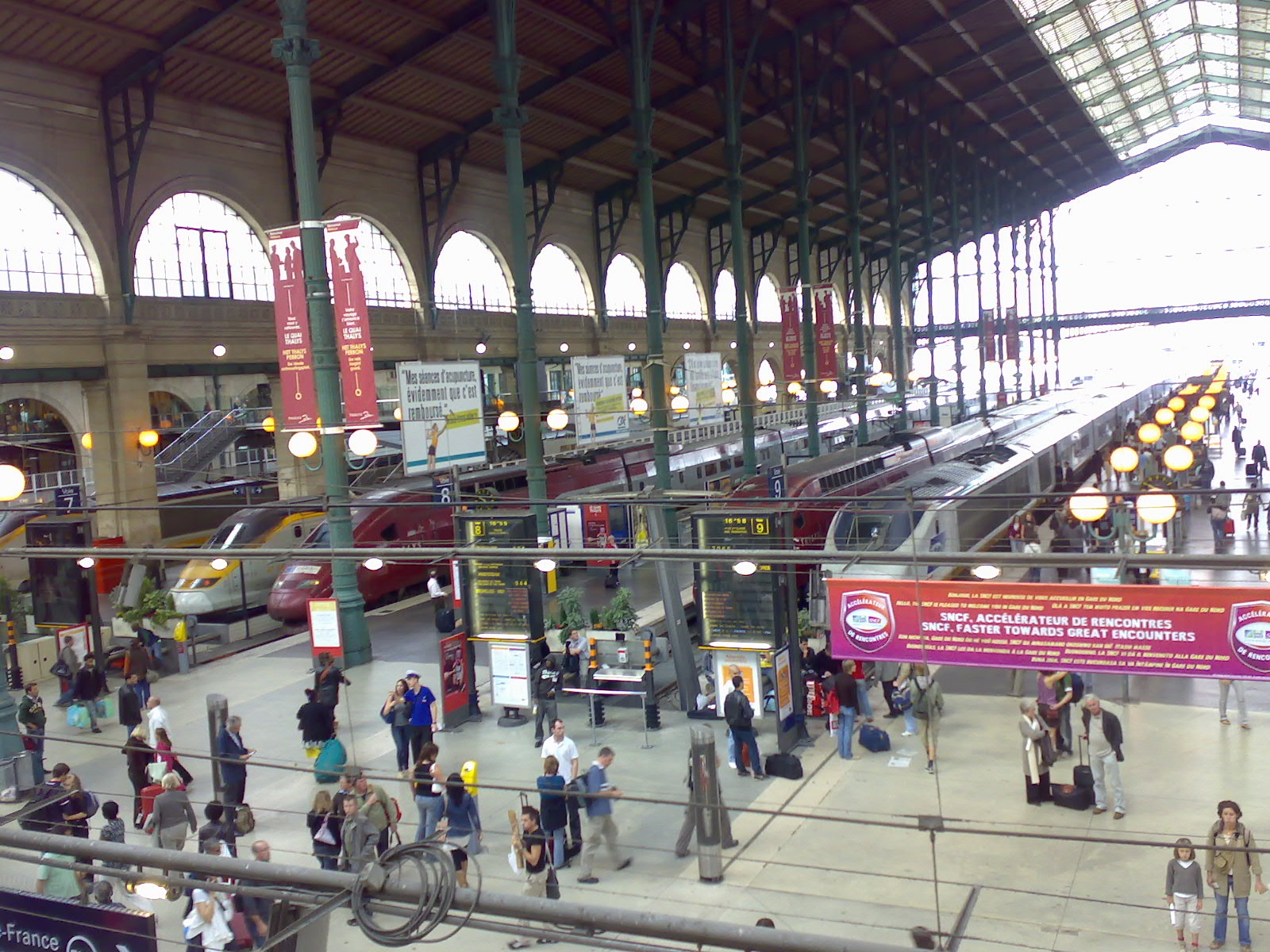
Gleise 6 bis 9
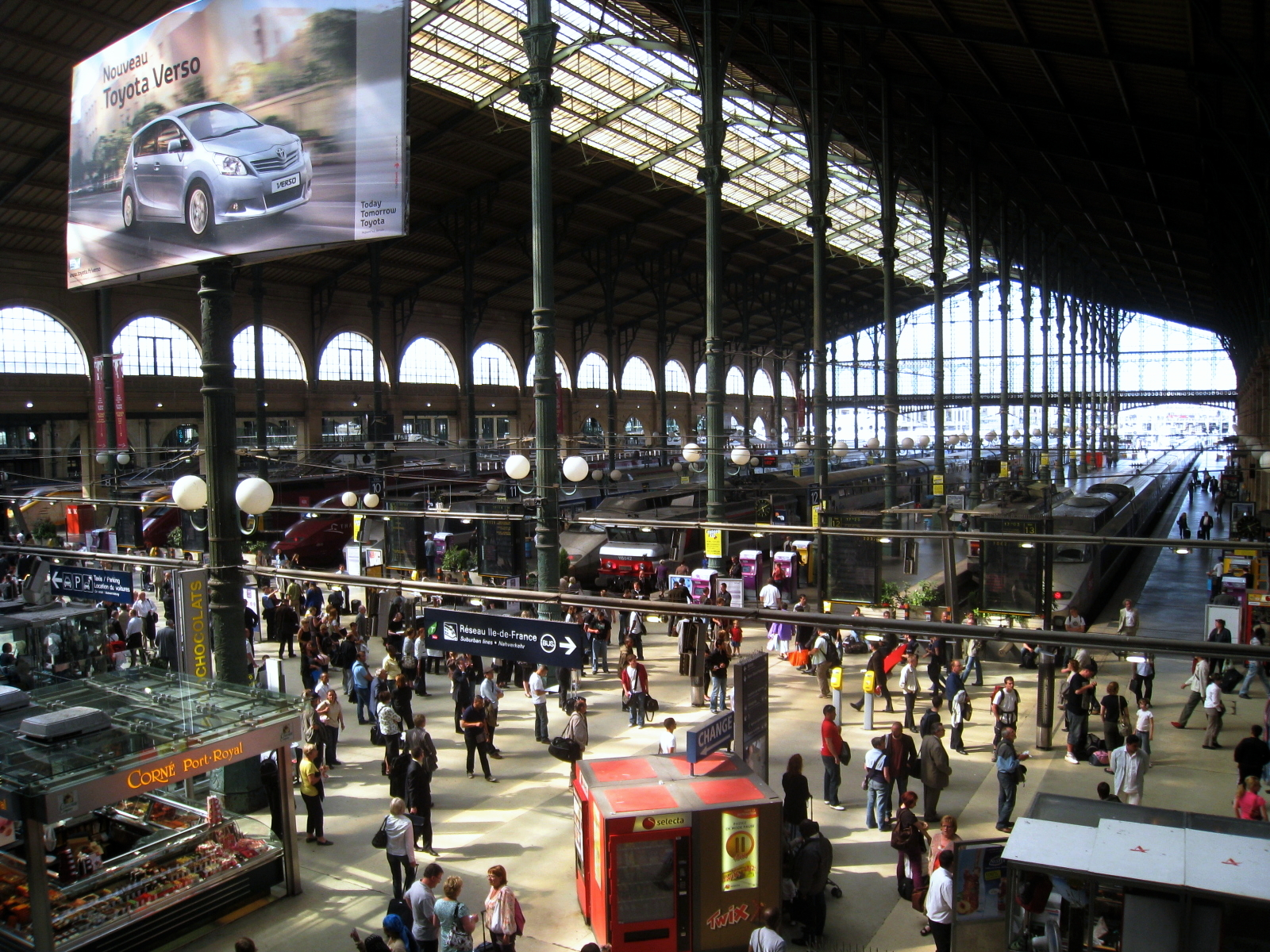
Gleise 8 bis 13
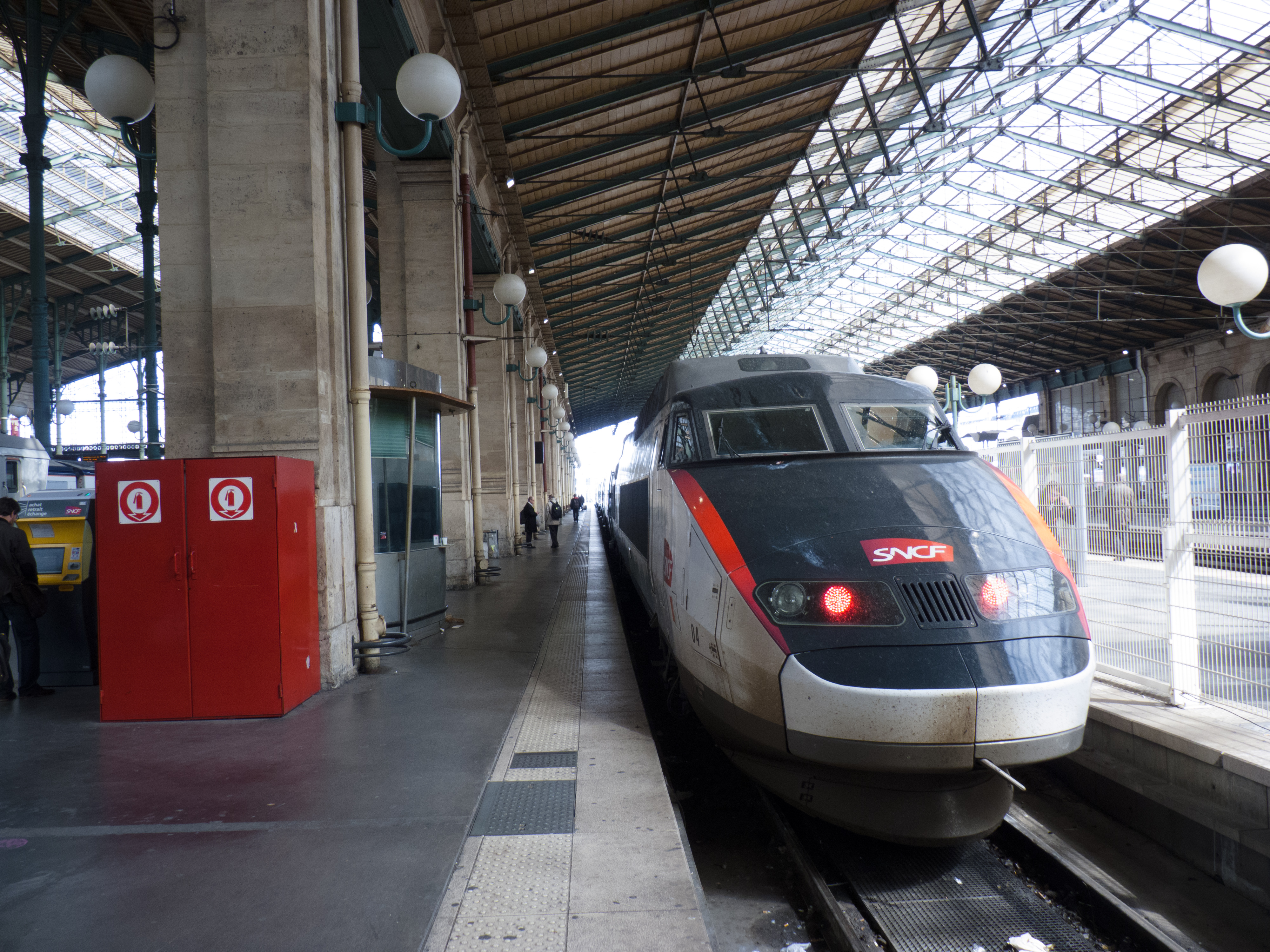
Gleis 14 mit TGV PSE (2012)
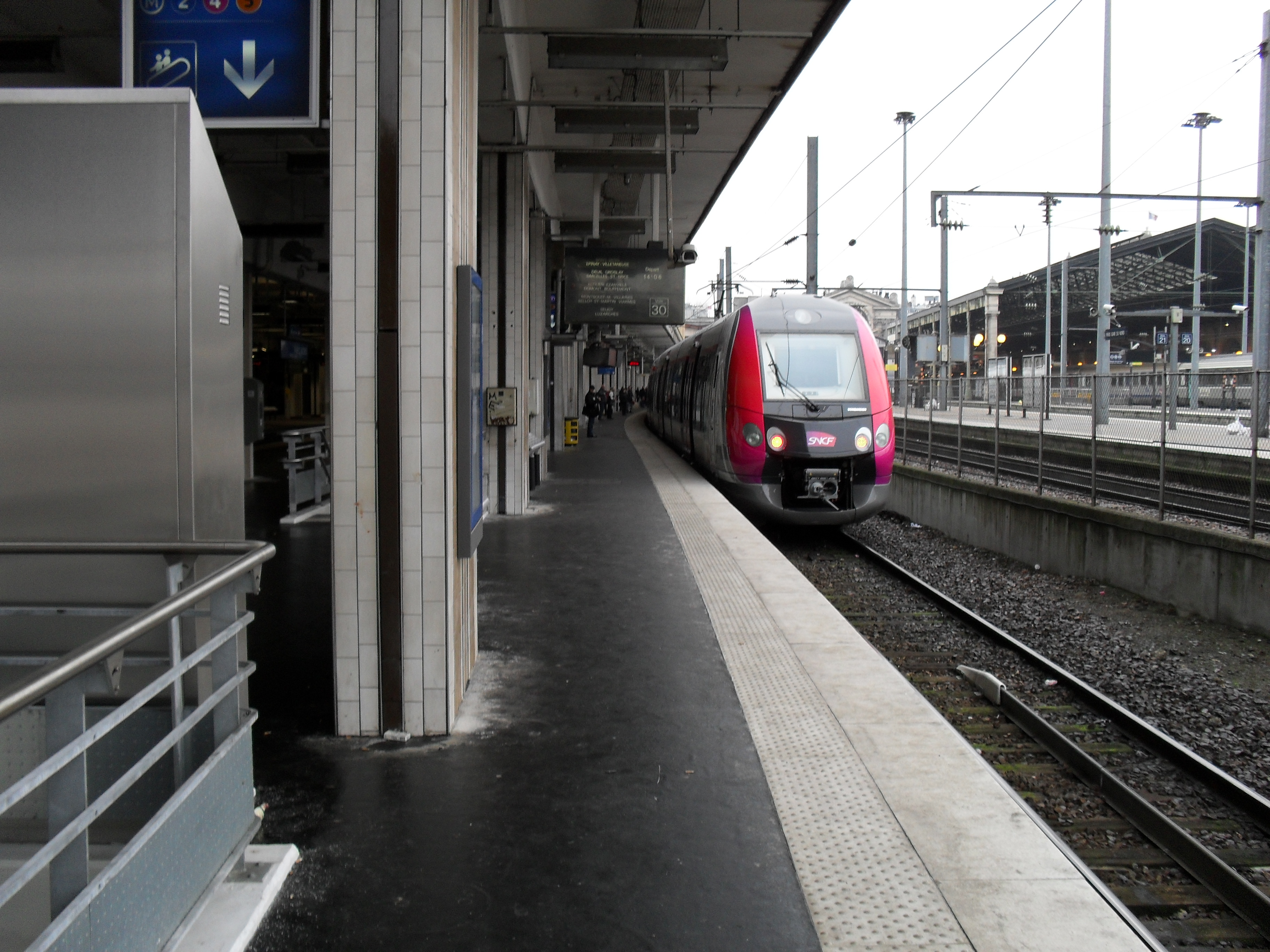
Gleis 30
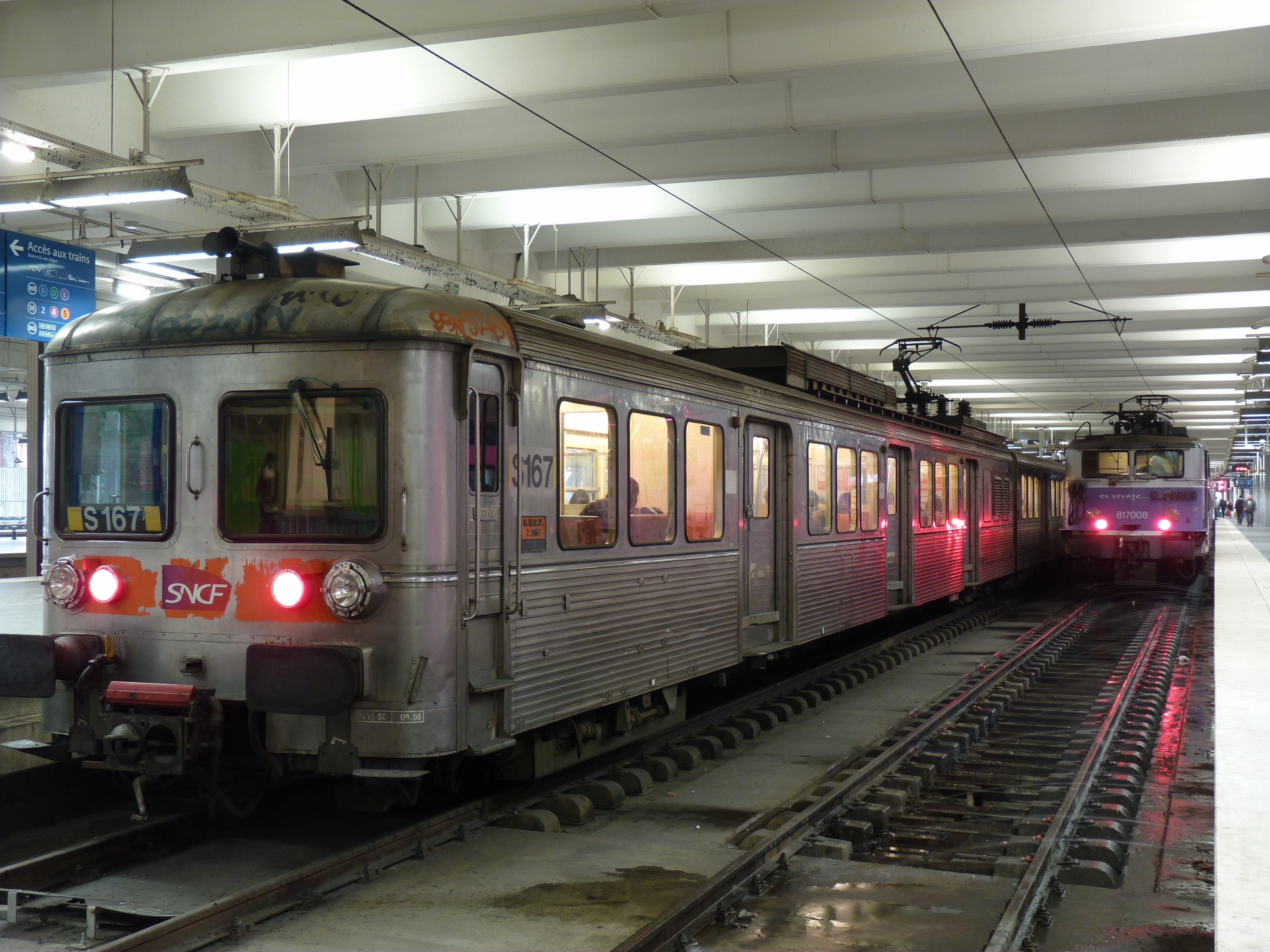
Gleise 35 und 36 (2011)
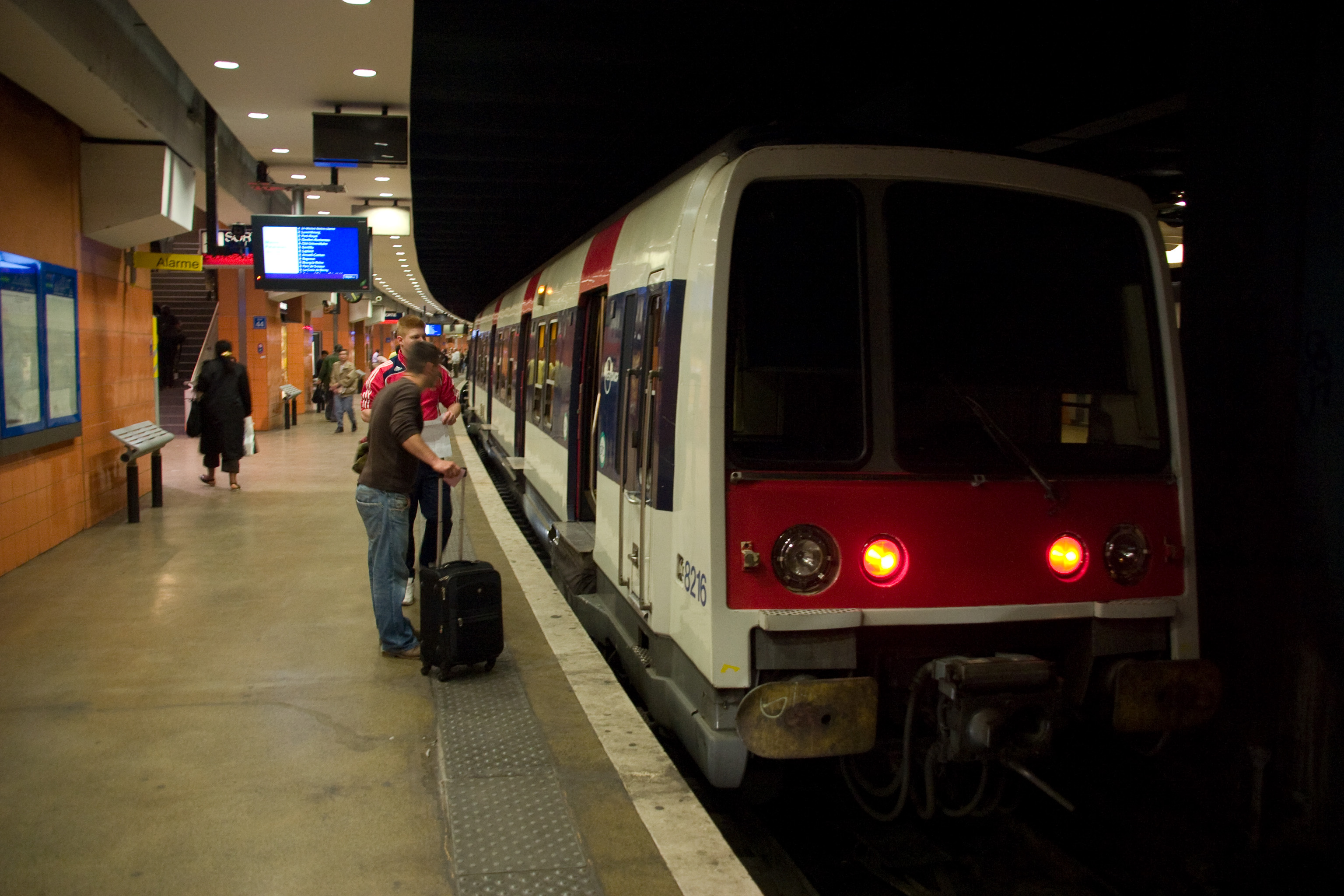
Gleis 44 im RER-Bahnhof

### Das Zugaufkommen
Täglich fahren 2100 Züge ab und transportieren bis zu 700.000 Personen. Anbindungen an den regionalen und innerstädtischen Nahverkehr bestehen über drei RER-Linien, drei Metrolinien, zwölf Buslinien und sieben Nachtbuslinien des Noctilien-Netzes. Das Reisendenaufkommen besteht zu 85 Prozent aus Fahrgästen des Nahverkehrs.

## Ausbau von 2019 bis 2024
Bis zum Jahr 2024 sollte der Bahnhof grundlegend umgebaut und erweitert werden, wobei seine Fläche verdreifacht werden sollte. Die Kosten wurden zunächst auf rund 600 Millionen Euro geschätzt. Zur Umsetzung des Projekts gründete die für die Bahnhöfe zuständige Tochter des staatlichen Eisenbahnkonzerns SNCF gemeinsam mit dem Privatunternehmen Ceetrus, einer Tochtergesellschaft der Warenhauskette Auchan, eine gemischte Gesellschaft (Société d’économie mixte à opération unique, SEMOP) namens SA Gare du Nord oder kurz StatioNord, an der Ceetrus 66 % der Anteile hält. Diese Projektträgergesellschaft fungierte als Bauherr und sollte anschließend die nicht dem Reiseverkehr dienenden Flächen für eine Dauer von 46 Jahren nutzen dürfen. Bei dem Ausbau sollte der Bahnhof um einen neuen Gebäudeflügel mit einem Abfahrtsterminal sowie um ein Einkaufszentrum ergänzt werden. In dem bisherigen Bahnhofsgebäude sollten nur noch ankommende Züge abgefertigt werden. Im März 2019 startete StatioNord eine Bürgerbefragung; nach Erteilung der Baugenehmigung sollten Ende 2019 oder Anfang 2020 die Arbeiten beginnen und zwischen Juni 2023 und März 2024 beendet sein.
Nach Auseinandersetzungen mit der Pariser Stadtverwaltung wurde im November 2020 entschieden, den Umfang des Projekts zu verringern. Am 22. September 2021 schließlich gab die SNCF bekannt, das Projekt in der bisherigen Form ganz aufzugeben. Als Grund wurde ein „unerträgliches Abdriften [des gemeinsam mit Ceetrus gegründeten Projektträgers StatioNord] von den vertraglichen Vereinbarungen“  genannt. Das SNCF-Tochterunternehmen für Bahnhöfe war im Juli 2021 von StatioNord unterrichtet worden, dass die voraussichtlichen Kosten auf 1,5 Milliarden Euro gestiegen seien und das Projekt aufgrund „erheblicher Verzögerungen“ nicht wie geplant zu den Olympischen Spielen 2024 fertiggestellt werden könne. Die von der Sozialistischen Partei unter Bürgermeisterin Anne Hidalgo beherrschte Stadtregierung forderte die zügige Verwirklichung eines neuen Projekts; die oppositionellen Stadtverordneten der Kommunistischen Partei und der Linkspartei La France insoumise begrüßten das Ende des Projekts.

## Anbindung

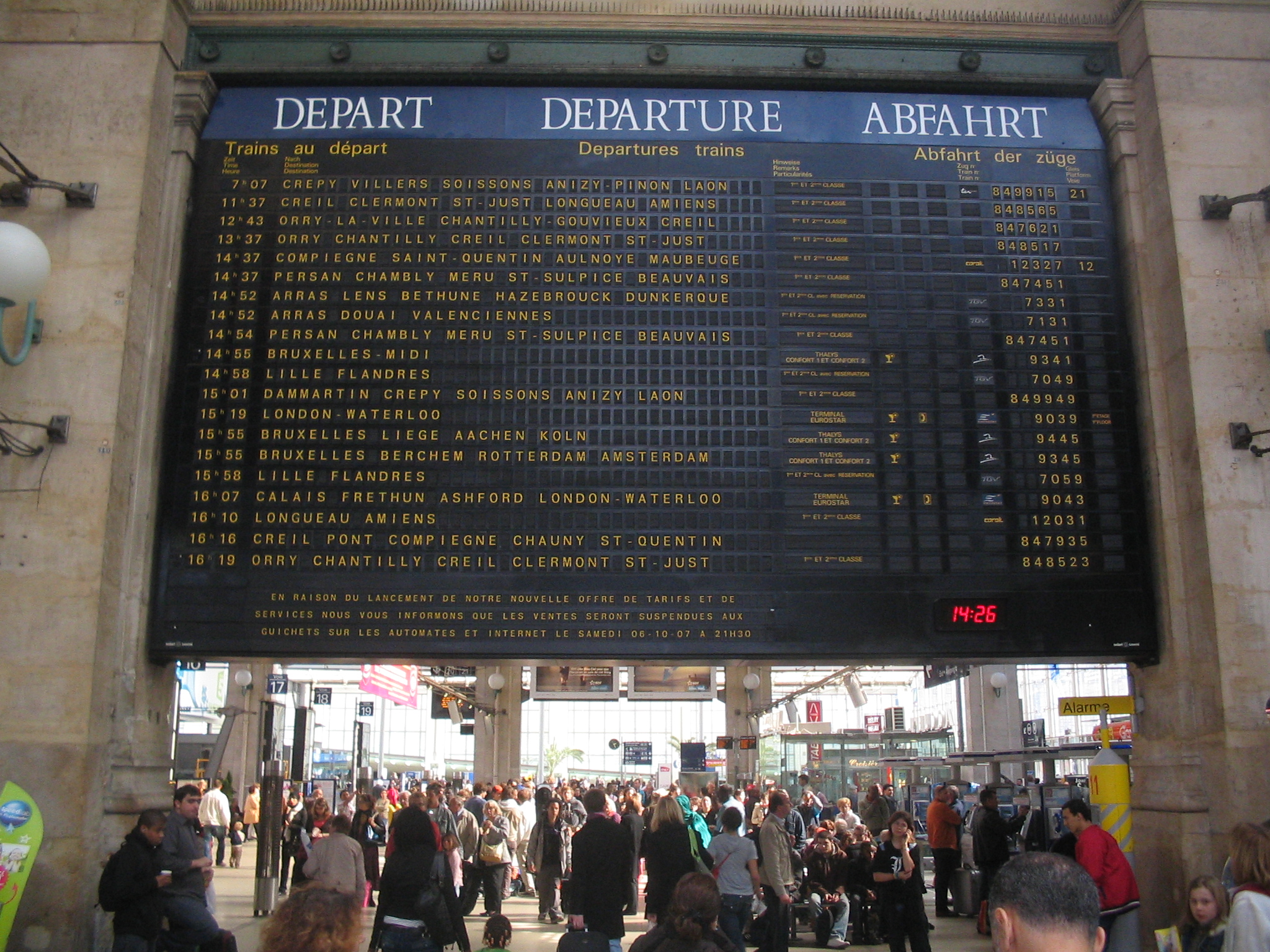
Abfahrten

Übersicht der zuständigen Bahnhöfe

### Grandes lignes (Fernverkehr)
International
- Eurostar nach London
- Eurostar nach Brüssel, Amsterdam und Köln (drei Zugpaare weiter nach Dortmund)

National
- TGV nach Lille und Arras
- Intercités-Verbindungen nach Boulogne-sur-Mer und Maubeuge/Cambrai
- Linien der TER Picardie

### Regionalverkehr

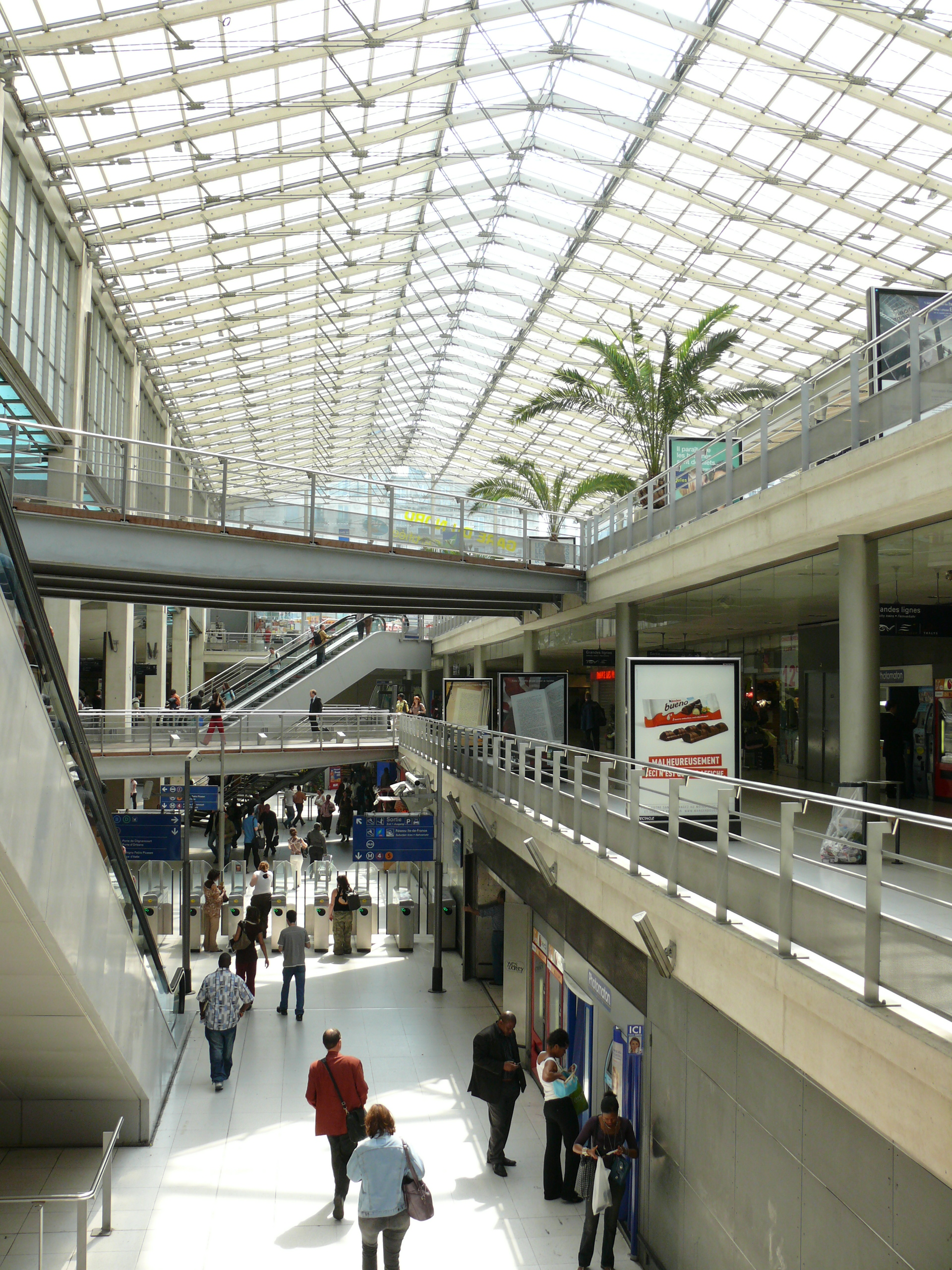
Der neue Teil mit der Umsteigehalle für die RER-Linien

- Der Bahnhof ist im Regional- und Nahverkehr Ausgangspunkt der Transilien-Strecken Paris Nord, also der Transilien-Linien H und K in Richtung Beauvais, Compiègne, Crépy-en-Valois und Pontoise.
- Im unterirdischen Bahnhof (französisch gare souterraine) halten die RER-Linien B und D. An den Bahnhof angeschlossen ist auch die Station Magenta der RER-Linie E.

### Stadtverkehr
Im Bahnhof halten die Linie 4 und Linie 5 der Pariser Métro. Die Station La Chapelle der Linie 2 ist über einen Fußgängerkorridor erreichbar.

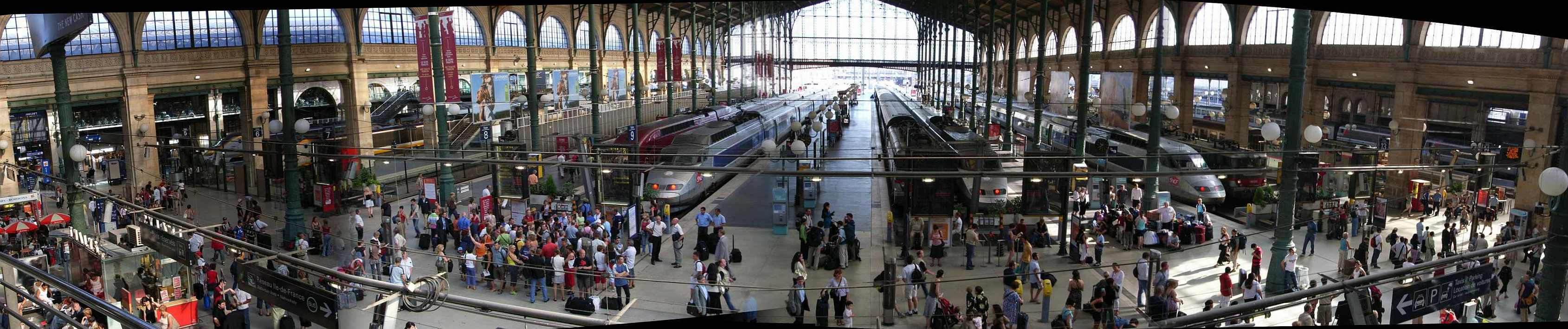
Panorama-Innenansicht des Bahnhofs Paris-Nord

## Trivia

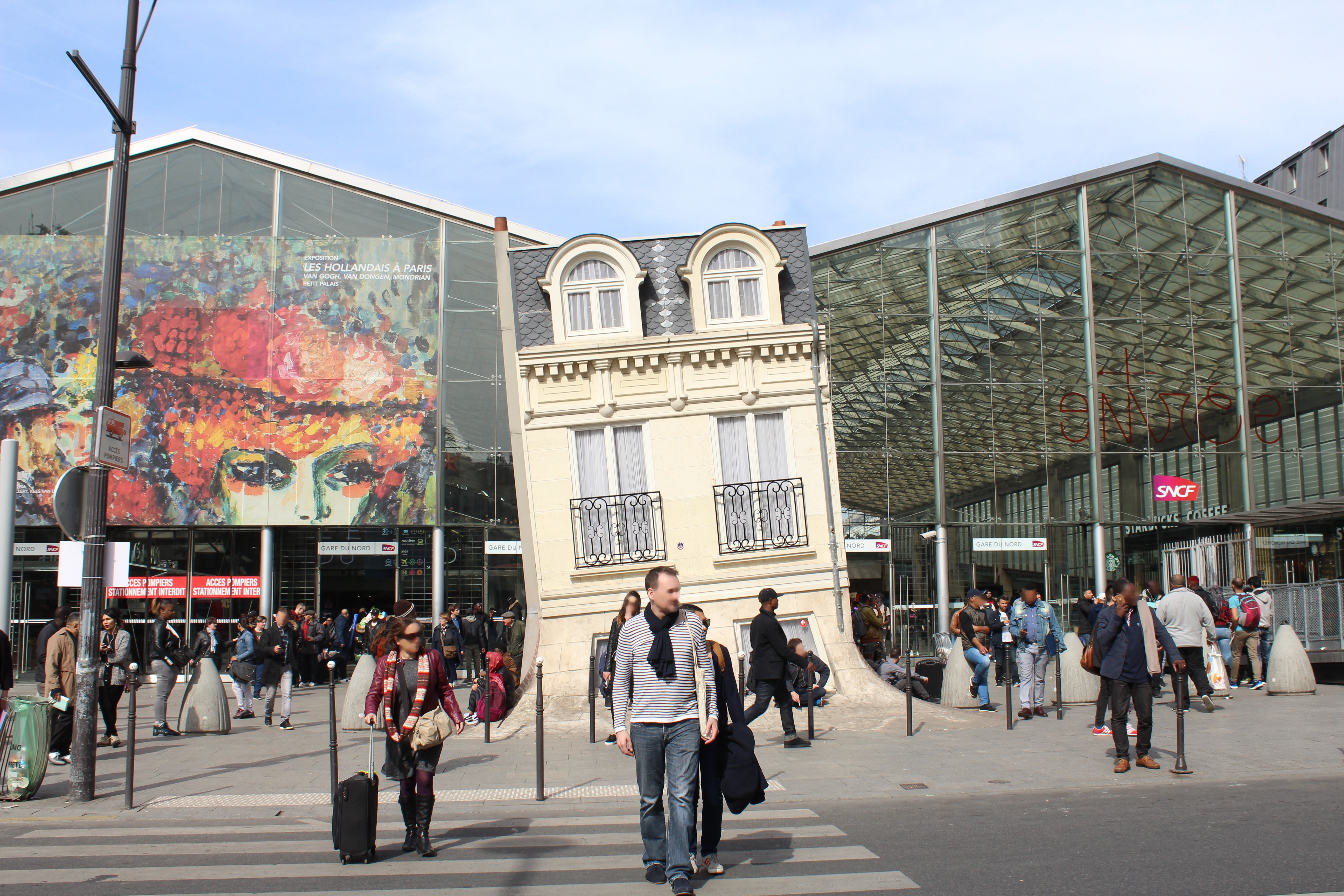
Maison fond

- An der Fassade des Bahnhofs symbolisieren acht Frauenstatuen wichtige Reiseziele: Brüssel, Amsterdam, London, Wien, Berlin, Warschau, Köln und Frankfurt am Main. Nach Frankfurt und Wien fuhren vom Bahnhof Paris-Nord jedoch nie Züge ab.[3] Züge mit diesen Zielen nutz(t)en den benachbarten Bahnhof Paris-Est (Gare de l’Est).
- Seit Oktober 2015 erinnert vor dem rechten Hallenteil das von Leandro Erlich geschaffene Kunstwerk Maison fond („Haus schmilzt“) an die drohenden Folgen des Klimawandels.
- Der Bahnhof war Kulisse mehrerer Filme, unter anderem Die Bourne Identität, Die fabelhafte Welt der Amélie, Zusammen ist man weniger allein und Mr. Bean macht Ferien.
- Im Lied Polaris der amerikanischen Rockband Jimmy Eat World wird der Bahnhof erwähnt, ebenso im Lied Der Malocher von Udo Lindenberg.
- Die kanadische Künstlerin Larissa Fassler dokumentierte Mitte der 2010er Jahre ihre Beobachtungen am Gare du Nord und schuf daraus im Sinne Kritischer Kartographie ausufernde Zeichnungen.[12]